# Circa Waves
Circa Waves é uma banda britânica de rock, formada em 2013. Sua discografia concentra quatro títulos, que alcançaram destaque nas paradas britânicas e escocesas.
Em 2020, a banda lançou Sad Happy, um álbum duplo.

## Discografia
- 2015: Young Chasers
- 2017: Different Creatures
- 2019: What's It Like Over There?
- 2020: Sad Happy